# Vorortelinie-Donaukanalbrücke

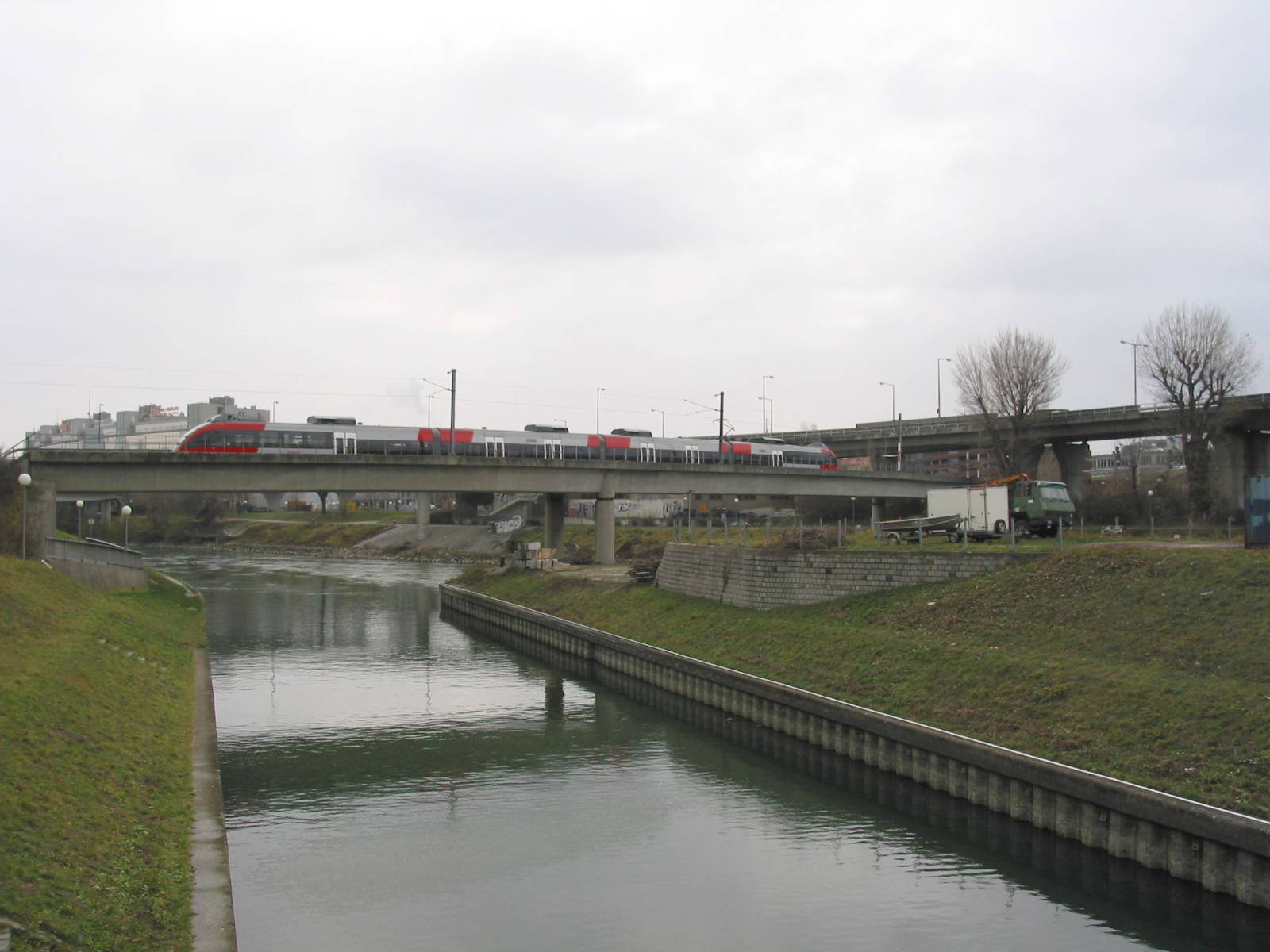
Die Brücke der Vorortelinie über den Wiener Donaukanal mit einem Triebwagen der Reihe 4024

Die Brücke der Vorortelinie über den Donaukanal in Wien verbindet Bahnstrecken in den Bezirken Döbling (19.) und Brigittenau (20. Bezirk). Sie hat keinen offiziellen Namen und wird daher manchmal auch als Heiligenstädter Brücke oder Verbindungsbahnbrücke bezeichnet.

## Lage
Die Brücke befindet sich in der Nähe des Nussdorfer Wehrs und der Nussdorfer Schleuse, beide Einlaufbauwerke an der Abzweigung des Donaukanals vom Donaustrom, zwischen den Bahnhöfen Wien Nussdorf und Wien Heiligenstadt der Franz-Josefs-Bahn sowie Frachtenbahnhof Wien Brigittenau der Donauuferbahn.
Im Norden schließt die unmittelbar über die beiden Einlaufbauwerke führende Uferbahnbrücke an, die die Donauuferbahn mit der Franz-Josefs-Bahn Richtung Wien Nussdorf verbindet. Im Süden bzw. flussabwärts schließen in geringer Entfernung die vier Donaukanalbrücken des Knotens Nussdorf des Wiener Straßennetzes an.
Die Brücke befindet sich großteils im 20. Bezirk (bis 1900: 2. Bezirk), der westlichste Teil im 19. Bezirk (Bezirksgrenze ist das rechte Donaukanalufer).

## Geschichte

### 1898–1983

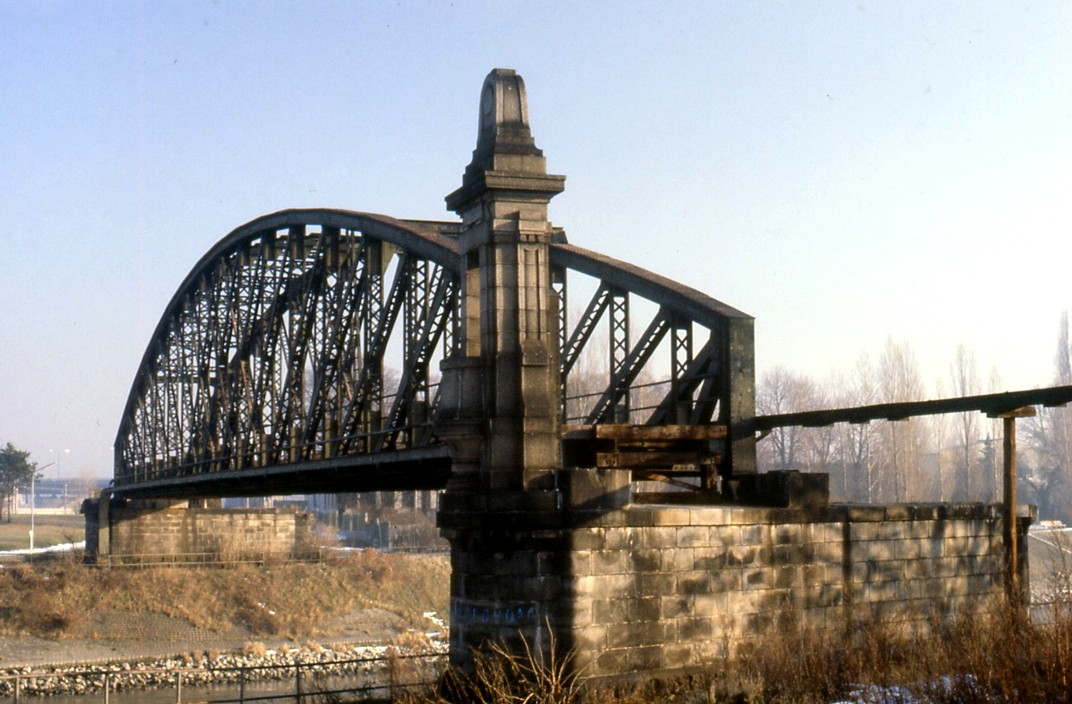
Die alte Brücke vor der Abtragung

Im Zuge der Errichtung der Wiener Stadtbahn wurde auch eine Verbindung des Bahnhofes Brigittenau der Donauuferbahn mit dem Bahnhof Heiligenstadt der Franz-Josefs-Bahn und der Stadtbahn geschaffen, auf der der Betrieb am 1. Juni 1898 aufgenommen wurde. Ebenso wie bei der Uferbahnbrücke handelte es sich um eine dreiteilige eingleisige Brücke mit einer Bogenkonstruktion in der Mitte. Die Öffnung dieses Hauptteils betrug 62,55 Meter, die der Seitenteile jeweils 16 Meter. Die Pfeiler und Widerlager waren für einen zweigleisigen Ausbau vorbereitet, doch erwies sich dieser bis heute nicht als notwendig. Personenverkehr fand dann hauptsächlich auf der Strecke Wien Westbahnhof – Donauländebahn – Donauuferbahn – Heiligenstadt statt.
Im Zweiten Weltkrieg wurde die Brücke beschädigt, doch gleich nach Kriegsende von der Roten Armee vereinfacht instand gesetzt. Bis 1950 musste sie auch den Verkehr der Uferbahnbrücke übernehmen.
Nach der Inbetriebnahme des Brückenneubaus der 1970er Jahre wurden die Abbrucharbeiten zwar sofort begonnen, verzögerten sich aber, da die freie Durchfahrt durch den Donaukanal gewährleistet sein musste. Mit Hilfe zweier Schwimmkräne wurde dann das Tragwerk erst im Jänner 1983 entfernt und direkt am Ufer zerschnitten.

### 1976–heute
Im Zuge der Errichtung des Knotens Nussdorf für den Autoverkehr musste die Brücke in den Jahren 1976 und 1977 ein Stück nach Norden verlegt werden, wodurch eine Lage mit einem Bogen mit dem Minimalradius von 190 Meter erforderlich wurde. Die heutige Brücke (Objekt 1962) ist eine dreifeldrige Betonbrücke mit Stützweiten von 30,0 Meter, 52,0 Meter und 39,5 Meter sowie einem Trogquerschnitt von 1,05 Meter. Zur Reduzierung der Schubbeanspruchung wurden Schubnadeln im Stützenbereich angebracht. Die Brücke ist mit einer Höchstgeschwindigkeit von 50 km/h befahrbar. Die Eröffnung erfolgte am 30. Mai 1978.
Die Brücke diente lang hauptsächlich dem Güterverkehr; nur im Rahmen von Veranstaltungen auf der Donauinsel wurde sie von der verlängerten Vorortelinie befahren. Erst am 23. Mai 1993 wurde der fahrplanmäßige Verkehr der S 45 aus Richtung Wien Hütteldorf, der bis dahin im Norden in Heiligenstadt endete, bis zu einer provisorischen Endstation bei der Floridsdorfer Brücke an der Donau geführt, von 1996 an bis zur neuen definitiven Endstation Handelskai. Heute verkehren daher über die eingleisige Brücke in der Hauptverkehrszeit zwölf S-Bahn-Züge pro Stunde, womit sie ihrer Kapazitätsgrenze nahe ist.